# Красноуральский сельсовет (Оренбургская область)
Красноуральский сельсовет — сельское поселение в Оренбургском районе Оренбургской области Российской Федерации.
Административный центр — село Имени 9 Января.

## История
24 сентября 2004 года в соответствии с законом Оренбургской области № 1472/246-III-ОЗ образовано сельское поселение Красноуральский сельсовет, установлены границы муниципального образования.

## Население
| 2010  | 2012  | 2013  | 2014  | 2015  | 2016  | 2017  |
| ----- | ----- | ----- | ----- | ----- | ----- | ----- |
| 4118  | ↗4295 | ↗4493 | ↗4704 | ↗5084 | ↗5418 | ↗5839 |
| 2018  | 2019  | 2020  | 2021  |       |       |       |
| ↗6179 | ↗6373 | ↗6502 | ↘6371 |       |       |       |

## Состав сельского поселения
| № | Населённый пункт | Тип населённого пункта       | Население |
| - | ---------------- | ---------------------------- | --------- |
| 1 | Имени 9 Января   | село, административный центр | ↗5914     |
| 2 | Старица          | село                         | ↗772      |